# Metal Folclore: The Zoeira Never Ends...
Metal Folclore: The Zoeira Never Ends é o primeiro álbum de estúdio do personagem Detonator após sua saída do Massacration. Diferente dos lançamentos do Massacration, Metal Folclore, além de ser um álbum conceitual tratando do folclore brasileiro, é cantado inteiramente em português. O álbum ganhou notoriedade por ser, literalmente, o primeiro álbum musical da história. O disco acompanha 23 figurinhas para que sejam coladas no encarte. O álbum foi um enorme sucesso, vendendo mais de três mil cópias até o fim do ano de 2014, sendo o álbum de metal nacional mais vendido do ano. O disco conta com participações de Alexandre Frota, Eduardo Ardanuy, Ricardo Confessori, João Gordo e outros. A faixa final, "Mestre do Santuário", conta com participação de Gilberto Baroli, dublador de Saga de Gêmeos em Cavaleiros do Zodíaco, reprisando o papel.

## Faixas
Todas as faixas compostas por Bruno Sutter.
| N.º            | Título                   | Duração |  |
| 1.             | "Introdução"             | 0:17    |  |
| 2.             | "Metaleiro"              | 5:09    |  |
| 3.             | "Uma Grande Tragédia"    | 0:17    |  |
| 4.             | "Metal Zumbi"            | 5:27    |  |
| 5.             | "Tadinho Dele"           | 0:26    |  |
| 6.             | "Curupira"               | 4:28    |  |
| 7.             | "Boto"                   | 4:49    |  |
| 8.             | "Boitatá"                | 3:27    |  |
| 9.             | "Mula Sem Cabeça"        | 5:27    |  |
| 10.            | "Cuca"                   | 3:14    |  |
| 11.            | "Saci"                   | 3:56    |  |
| 12.            | "O Pimpolho do Folclore" | 0:29    |  |
| 13.            | "Saquito"                | 3:31    |  |
| 14.            | "Missão Cumprida"        | 0:21    |  |
| 15.            | "Qual é o Negócio?"      | 3:27    |  |
| 16.            | "Mestre do Santuário"    | 1:28    |  |
| Duração total: | Duração total:           | 46:23   |  |

## Integrantes
- Detonator - vocal
- Isa Nielsen- guitarra
- Paulitchas Carregosa - guitarra
- Juliana Farias - baixo
- Iza Molinari - bateria